# Hugo Baralis

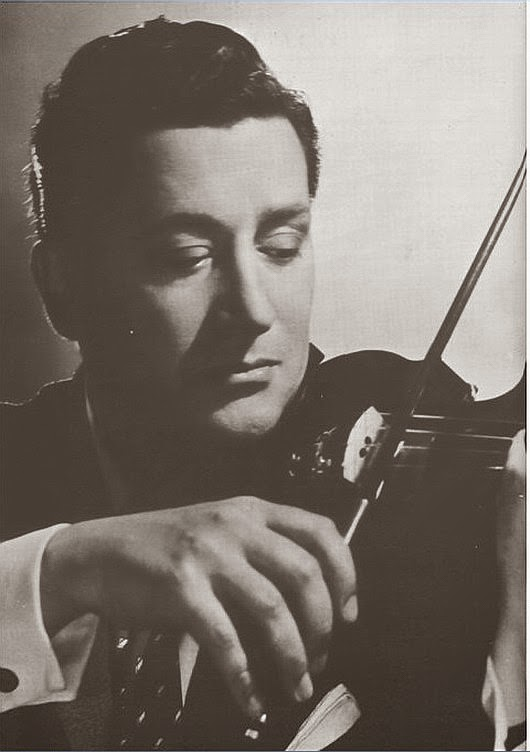
Hugo Baralis

Víctor Hugo Baralis (* 2. April 1914 in Buenos Aires; † 4. Februar 2002 ebenda) war ein argentinischer Tangomusiker, Geiger, Arrangeur und Bandleader.

## Leben und Wirken
Der Sohn des Kontrabassisten Hugo Ricardo Baralis debütierte vierzehnjährig bei Radio Cultura und im Orchester von Minotto Di Cicco, das im Cabaret Armenonville auftrat. Später trat er dem Orchester des Bandoneonisten Rafael Rossi bei, wo seine musikalischen Partner Elvino Vardaro, Vicente Spina, Ismael Gómez, José Galarza und die Sängerin Herminia Velich waren. 1933 gründete Vardaro ein Sextett mit Aníbal Troilo, Jorge Argentino Fernández, José Pascual, Pedro Caracciolo und Baralis. 1935 schlossen sich Baralis, Fernández und Caracciolo der Gruppe Ángel D'Agostinos an, deren Sänger Alberto Echagüe war.
1937 spielte Baralis in den Orchestern César Ginzos und Elvino Vardaros, von 1938 bis 1942 im Orchester Aníbal Troilos. Nach kurzer Zeit in Juan Carlos Cobiáns Orchester wurde Baralis Erster Geiger im Orchester Francisco Fiorentinos, dessen Leitung nach Fiorentinos Ausscheiden Astor Piazolla übernahm. 1951 wechselte er zum Orchester Alberto Marinos, mit dem bis 1952 mehrere Aufnahmen entstanden.
1953 debütierte Baralis bei Radio Belgrano mit einem eigenen Orchester. 1954 lud ihn Juan Canaro zu einer Japantournee ein, an der auch Arturo Penón, Emilio González, Alfredo Marcucci, Osvaldo Tarantino, María de la Fuente und Héctor Insúa teilnahmen. In den Jahren 1956 und 1957 war er Lead-Violinist bei José Basso, 1960–61 gehörte er dem Quartett Estrelas de Buenos Aires (mit Armando Cupo, Jorge Caldara und Quicho Díaz – zeitweise durch José Alegre ersetzt – und den Sängern Marga Fontana und Héctor Ortiz) an. Später arbeitete er  u. a. mit Julio De Caro, Carlos García und Raúl Garello zusammen und gehörte dem Sexteto Mayor und zuletzt dem Orquesta del Tango de Buenos Aires an.

## Aufnahmen
- Margot
- Domani (von Cátulo Castillo und Carlos Viván)
- Venganza (Text und Komposition von Lupicínio Rodrigues, Übersetzung ins Spanische von Augusto Roa Bastos)
- Mi vieja viola
- Noche de luna
- Viejo cochero